# Torneio Abu Dhabi de Voleibol Feminino de 2008
Torneio Abu Dhabi de Voleibol Feminino foi um campeonato amistoso de vôlei feminino disputado entre 21 e 28 de maio de 2008 em Abu Dhabi, nos Emirados Árabes Unidos. Contando com a participação de oito seleções, a competição distribuiu um milhão de dólares em premiação, sendo trezentos mil para o primeiro colocado. A seleção cubana venceu a neerlandesa na final por 3 sets a 1, enquanto a Itália derrotou a Alemanha na disputa do terceiro lugar por 3 sets a 2.

## Seleções participantes
- Alemanha[4]
- Austrália[4]
- Azerbaijão[4]
- Cuba[4][5]
- Estados Unidos
- Itália[4]
- Países Baixos[4]
- Rússia[4]

## Grupos
| Grupo A                                   | Grupo B                             |
| ----------------------------------------- | ----------------------------------- |
| Itália Austrália Países Baixos Azerbaijão | Rússia Cuba Estados Unidos Alemanha |

## Finais
|  | Semifinais                     | Semifinais                     |   |                                | Final                          | Final |  |
|  |                                |                                |   |                                |                                |       |  |
|  | 26 de Maio de 2008 - Abu Dhabi |                                |   |                                |                                |       |  |
|  | Itália                         | 2                              |   |                                |                                |       |  |
|  | Cuba                           | 3                              |   |                                |                                |       |  |
|  |                                |                                |   |                                |                                |       |  |
|  |                                |                                |   |                                | 27 de Maio de 2008 - Abu Dhabi |       |  |
|  |                                |                                |   |                                | Cuba                           | 3     |  |
|  |                                | Países Baixos                  | 1 |                                |                                |       |  |
|  |                                |                                |   |                                |                                |       |  |
|  |                                |                                |   |                                |                                |       |  |
|  |                                |                                |   |                                | 3° lugar                       |       |  |
|  | 26 de Maio de 2008 - Abu Dhabi | 26 de Maio de 2008 - Abu Dhabi |   | 27 de Maio de 2008 - Abu Dhabi | 27 de Maio de 2008 - Abu Dhabi |       |  |
|  | Países Baixos                  | 3                              |   | Itália                         | 3                              |       |  |
|  | Alemanha                       | 1                              |   |                                | Alemanha                       | 2     |  |